# Leo Bosschart
Leonard François Gerard „Leo” Bosschart (ur. 24 sierpnia 1888 w Banda Aceh, zm. 9 maja 1951 w Hoboken) – piłkarz holenderski grający na pozycji pomocnika. W swojej karierze rozegrał 19 meczów i strzelił 1 gola w reprezentacji Holandii.

## Kariera klubowa
W swojej piłkarskiej karierze Bosschart grał w klubie Quick Den Haag. Zadebiutował w nim w 1909 roku i zakończył w nim karierę w 1921 roku.

## Kariera reprezentacyjna
W reprezentacji Holandii Bosschart zadebiutował 11 grudnia 1909 roku w przegranym 1:9 towarzyskim meczu z Anglią, rozegranym w Londynie. W 1920 roku zdobył z Holandią brązowy medal na Igrzyskach Olimpijskich w Antwerpii. Od 1909 do 1920 roku rozegrał w kadrze narodowej 19 meczów i zdobył w nich 1 gola.